# II. Valentinianus római császár
II. Valentinianus (Trier, 371 ősze – Vienna Galliae, 392. május 15.) római császár (375/383 – 392), I. Valentinianus kisebbik fia, Gratianus öccse.

## Élete
I. Valentinianus második, Iustinával kötött házasságából született 371-ben. Ekkor 12 évvel idősebb bátyja, Gratianus már augustusként apja névleges társcsászára volt, míg keleten I. Valentinianus öccse, Valens augustus kezében volt a tényleges hatalom. 375-ben, 4 éves korában apja augustusként II. Valentinianust is társcsászárává tette és még abban az évben meghalt. A tényleges hatalom nyugaton Gratianusé lett, öccsével, mint társcsászárral, keleten pedig Valens uralkodott tovább.
Gratianust 383-ban megölték, ekkor keleten már I. Theodosius volt a császár, nyugaton viszont Maximus személyében, aki ekkor már ténylegesen uralta Britannia, Hispania és Gallia területét, trónkövetelője akadt. A jogszerú augustus nyugaton II. Valentinianus lett.
Pogány római arisztokraták megpróbálták vele visszavonatni I. Theodosius és rendelkezésiet, amellyel a kereszténységet államvallássá tették. Ennek a mozgalomnak Symmachus volt a vezetője, aki 384-ben Róma városi praefectusa volt. Közbelépett azonban Szent Ambrus, Mediolanum püspöke, aki megfenyegette a császárt, hogy kitagadja őt az egyház, amire ő visszautasította Symmachus kérését. 385/86-ban Ambrosius az ún. bazilikavita során azt is megakadályozta, hogy a császár anyjával, Iustinával, és ariánus hittestvéreikkel együtt a Húsvétot egy Mediolanum falain kívül eső templomban ünnepeljék meg. Kifejtette, hogy a hit kérdésseiben a püspök fölötte áll a császárnak.
II. Valentinianus ellentétbe került hadvezérével, a frank Arbogasttal, aki megalázta a császárt. 392. május 15-én II. Valentinianust felekasztva találták a galliai Viennában.